# Fiat 510
El modelo Fiat 510 es un imponente automóvil producido por Fiat entre los años 1919 y 1925. Se trataba de un diseño similar al de los modelos anteriores, el Fiat 501 y el Fiat 505, aunque algo mayor. A partir de 1920, se fabricó una versión deportiva, el Fiat 510 S, con un motor más potente y con el chasis más corto, el llamado modelo torpedo. Este modelo deportivo contaba con parabrisas y radiador integrado y una cilindrada de 3446 cc, que daban una potencia de 53 CV y una velocidad de 100 km/h. En total, se lanzaron al mercado 14.148 unidades en el quinquenio.

## Motores

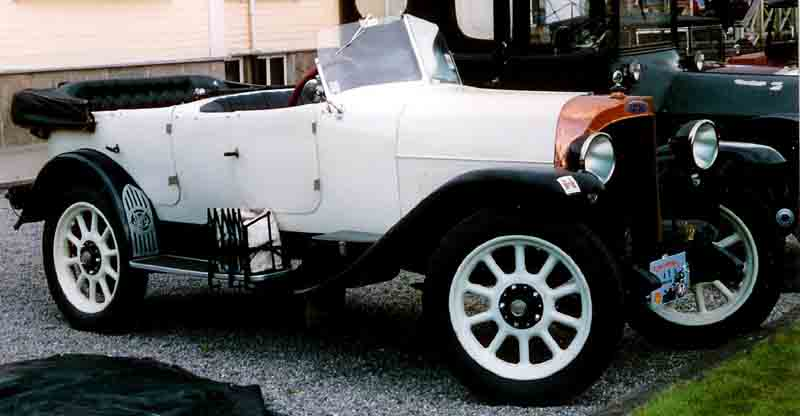
Fiat 510 S 1922

| Modelo | Años      | Motor                                     | Cubicaje | CV    | Sistema de combustible |
| ------ | --------- | ----------------------------------------- | -------- | ----- | ---------------------- |
| 510    | 1919-1926 | Motor de seis cilindros en línea Motor SV | 3446 cc  | 46 CV | Carburador             |
| 510 S  | 1921-1926 | Motor de seis cilindros en línea Motor SV | 3446 cc  | 53 CV | Carburador             |